# Dạ hành
Dạ hành (tiếng Anh: Night passage) là một phim Viễn Tây do James Neilson đạo diễn, xuất phẩm ngày 17 tháng 07 năm 1957.

## Lịch sử
Truyện phim phỏng theo tiểu thuyết Borden chase của tác giả Norman A. Fox.

## Nội dung
Trên đường đi tìm ông chủ cũ ngành thiết lộ Ben Kimball, Grant McLaine cứu được bé trai Joey Adams khỏi tên Concho. Việc này khiến bọn Whitey Harbin và Utica Kid tính kế trả thù anh.
Từ đây bắt đầu nảy sinh cuộc xung đột giữa Grant và nhóm Whitey Harbin hòng bảo vệ tuyến thiết lộ xuyên Mỹ.

## Kĩ thuật

### Sản xuất
- Giám chế: Robert Clatworthy, Alexander Golitzen
- Phục trang: Bill Thomas

### Diễn xuất
- James Stewart as Grant McLaine
- Audie Murphy as The Utica Kid
- Dan Duryea as Whitey Harbin
- Dianne Foster as Charlotte "Charlie" Drew
- Elaine Stewart as Verna Kimball
- Brandon deWilde as Joey Adams
- Jay C. Flippen as Ben Kimball
- Herbert Anderson as Will Renner
- Robert J. Wilke as Concho
- Hugh Beaumont as Jeff Kurth
- Jack Elam as Shotgun
- Tommy Cook as Howdy Sladen
- Paul Fix as Clarence Feeney
- Olive Carey as Miss Vittles
- James Flavin as Tim Riley
- Donald Curtis as Jubilee
- Ellen Corby as Mrs. Feeney
- John Daheim as Latigo
- Kenny Williams as O'Brien
- Frank Chase as Trinidad
- Harold Goodwin as Pick Gannon
- Harold Hart as Tommy Shannon
- Jack C. Williams as Dusty
- Boyd Stockman as Torgenson
- Henry Wills as Pache
- Chuck Roberson as Roan
- Willard W. Willingham as Click
- Polly Burson as Rosa
- Patsy Novak as Linda
- Ted Mapes as Leary

### Nhạc nền
- Theo triền sông (Follow the river)

Sáng tác: Dimitri Tiomkin